# سیارک ۱۱۰۴۱
سیارک ۱۱۰۴۱ (به انگلیسی: 11041 Fechner، نامگذاری:1989SH2) یازده هزار و چهل و یکمین سیارک کشف شده‌است که در ۲۶ سپتامبر ۱۹۸۹ کشف شد.
قدر مطلق سیارک برابر ۱۵٫۲۰ است.